# English Heritage
English Heritage (anhörenⓘ) ist eine eingetragene Wohltätigkeitsorganisation (registered charity), die die in Staatsbesitz befindlichen Denkmäler und archäologischen Stätten Englands verwaltet.
Die Organisation betreut über 400 historisch wertvolle Objekte wie beispielsweise Stonehenge.
Die Mitgliedschaft eröffnet die Möglichkeit, diese Objekte kostenlos bzw. mit ermäßigtem Eintritt zu besichtigen. In anderen Teilen Großbritanniens existieren ähnliche Organisationen, z. B. Historic Scotland in Schottland oder Cadw in Wales.
Von ihrer Gründung 1983 bis zum Jahr 2015 war die Organisation auch die staatliche Denkmalpflege-Behörde (Historic Buildings and Monuments Commission for England), die als Staatsorgan fungiert (Executive Non-departmental Public Body). Seit 1999 waren English Heritage zudem die mit der Denkmäler-Inventarisierung beauftragte Institution Royal Commission on the Historical Monuments of England und das Denkmäler-Archiv National Monuments Record angeschlossen. Zum 1. April 2015 wurden diese Funktionen abgespalten und als Historic England konstituiert. Seither ist English Heritage keine Behörde mehr, sondern eine registered charity, mit dem offiziellen Titel English Heritage Trust.

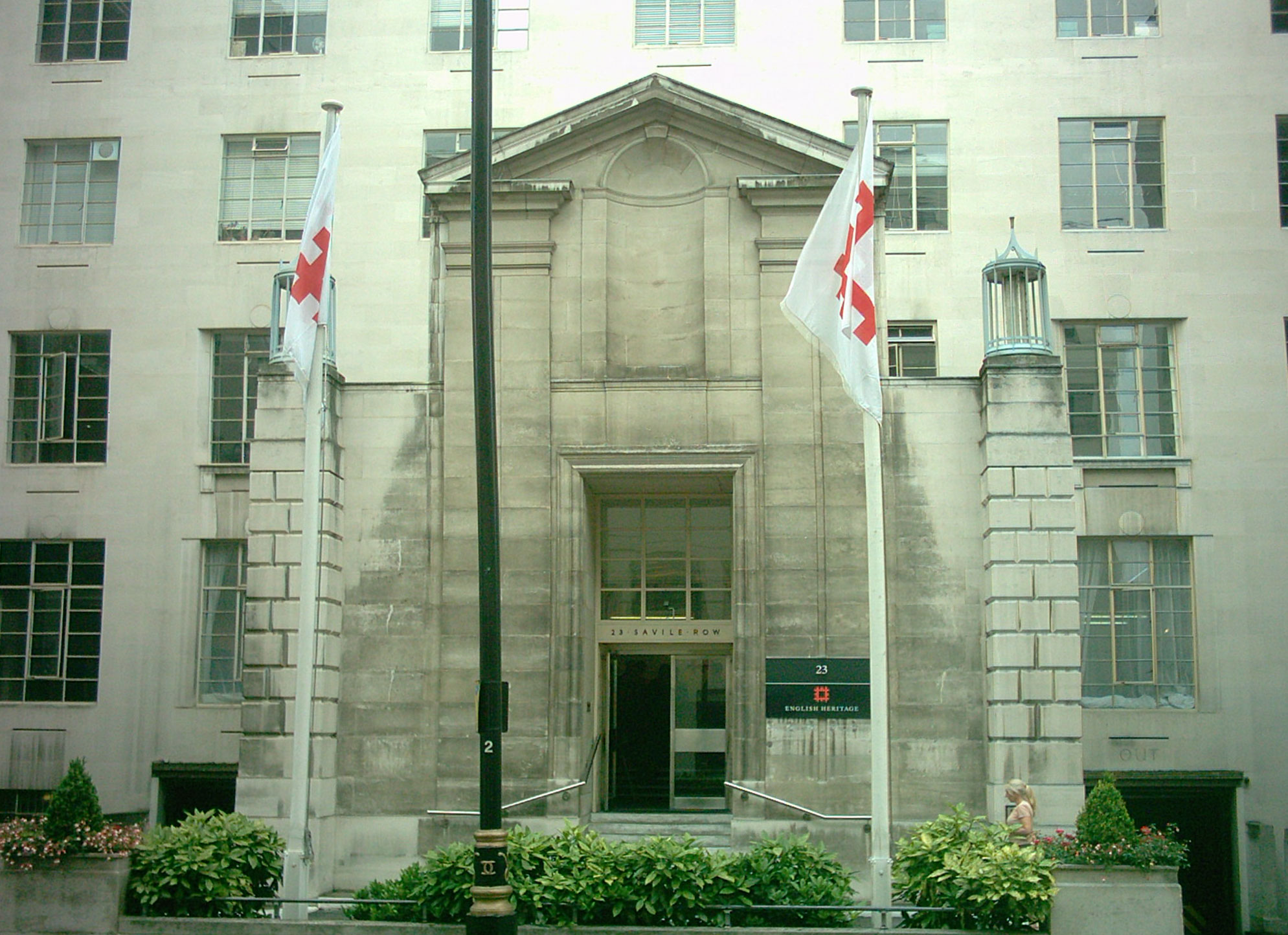
Das ehemalige Verwaltungsgebäude im Londoner Stadtteil Mayfair
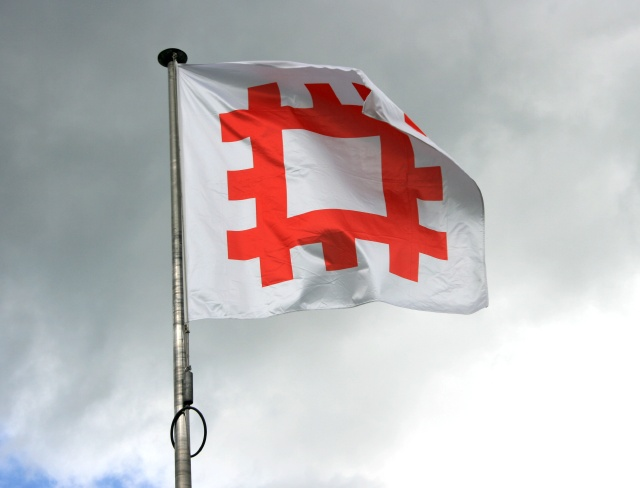
Flagge von English Heritage über Stokesay Castle